# 모던독
모던독(태국어: โมเดิร์นด็อก, 영어: Modern Dog)은 1992년 방콕에서 결성된 태국의 록 밴드이다. 밴드의 창립자이자 원년 멤버는 리드 보컬 겸 기타리스트 타나차이 "폿" 우찐, 기타리스트 메티 "메이티" 노이찐다, 드러머 파윈 "퐁" 수완나칩, 그리고 베이시스트 소맛 "밥" 분야랏타웻으로 구성되어 있었으나, 분야랏타웻은 데뷔 후 곧 탈퇴하였다.
모던독의 성공은 태국에서 얼터너티브 록의 대중화에 중요한 역할을 했으며, 이들은 태국 모던 록 문화에 큰 영향을 끼친 밴드로 평가받는다. 현재까지도 대중적인 팬층을 유지하고 있다.